# Ennio Quirino Visconti
Ennio Quirino Visconti
Ennio Quirino Visconti (ur. 30 października 1751 w Rzymie, zm. 7 lutego 1818 w Paryżu)– włosko-francuski historyk sztuki, muzealnik i bibliotekarz.
Od 1783 był drugim kustoszem Biblioteki Watykańskiej, przejściowo sekretarzem i bibliotekarzem rodziny Chigi, a od 1788 pełnił funkcje dyrektorskie w Muzeum Kapitolińskim. Emigrował w 1799 do Francji (naturalizacja 1814) – w Paryżu sprawował kuratelę nad zbiorami starożytnymi w Luwrze. Autor m.in. Iconographie grecque, Iconographie romaine.